# Li Yu (1611-1680)
Pour les articles homonymes, voir Li Yu.
Dans ce nom, le nom de famille, Li (李), précède le nom personnel.
Œuvres principales
Rouputuan
Li Yu (chinois 李漁), connu aussi sous le nom de Li Liweng (chinois 李笠翁), né en 1611, mort en 1680, est un écrivain chinois de la fin des Ming et du début des Qing.

## Biographie
Li Yu a été dramaturge, romancier (auteur en particulier du Rouputuan), essayiste, et éditeur. Il est représentatif de ces lettrés louant les plaisirs de la vie.
Bien que de famille aisée, sa carrière mandarinale est un échec puisqu'il ne dépasse pas le premier stade des examens. Sa personnalité hors du commun lui a en revanche valu de fréquenter certains des personnages les plus en vue de son temps, notamment parmi les écrivains. Dramaturge, il a été à la tête d'une troupe de théâtre composée uniquement d'actrices. Il parcourt la Chine pour donner des représentations, fait faillite et devient éditeur.
À l'avènement de la dynastie des Qing, en 1644, Li Yu se réfugie, à Hangzhou, sur les rives du lac de l'Ouest. Il adopte alors le surnom de Hushang Liweng, le « Vieillard au chapeau de paille au bord du lac ».

## Œuvre en prose
Le Théâtre du silence est un recueil de douze nouvelles en langue vulgaire (huaben) datant de 1656. Li Yu s'est inspiré pour ce recueil du Pai'an jingqi de Ling Mengchu. Il a adapté par la suite certaines de ses propres histoires sous la forme de pièces de théâtre. Il est aussi l'auteur d'un second recueil portant le même titre, paru peu après le premier, aujourd'hui perdu, mais dont six histoires ont été préservées dans une anthologie, Liancheng bi quanji. Son Shi'er lou (Douze pavillons) est un autre recueil de huaben de 1658 (date de la préface).
Le Xianqing ou ji est un recueil de notes qui aborde les sujets les plus divers : de la critique théâtrale au jardinage en passant le mobilier...

## Théâtre
Dramaturge et directeur de troupe, Li Yu est l'auteur de pièces débarrassées des superfluités (intrigues secondaires, allusions littéraires...) alors courantes dans un théâtre dont les livrets sont rédigés par des lettrés. Il est en outre l'auteur de textes théoriques sur le théâtre, inclus dans ses Xianqing ou ji (Impressions anodines consignées sans façon). Il s'y montre un partisan résolu de la fiction, alors que l'usage était d'écrire des pièces tirées des ouvrages historiques ou d'autres œuvres antérieures. Ainsi ses Shizong qu (Dix comédies) ont pour cadre des événements de son temps, et certaines pièces sont adaptées de ses propres contes.
Avec une prédilection pour la comédie, Li Yu traite du mariage ou de la polygamie dans un esprit libertin (fengliu), représentatif de la fin des Ming. Lian xian ban a ainsi pour sujet des amours lesbiennes qui se résolvent dans un ménage à trois.
L'intrigue du Couple de soles se passe au sein d'une troupe de théâtre et raconte les amours d'un lettré pauvre et d'une actrice. Le couple se suicide sur scène alors que la troupe donne une représentation de L'Épingle à cheveux (l'un des « quatre grands chuanqi » du xive siècle).

## Liste des œuvres
- 閒情偶寄 (Xianqing ouji, Notes jetées au gré d’humeurs oisives), vers 1671

### Roman, nouvelles
- 無聲戲 (Wushengxi, Théâtre du silence), 1654-1656
- 肉浦團 (Rouputuan, La Chair comme tapis de prière), 1657
- 十二樓 (Shi’er lou, Douze pavillons), 1658

### Pièces de théâtre
- Naihetian (Nous ne pouvons rien au destin)
- Huang qiu feng (Dames phénix cherchent sieurs phénix)
- Qiao tuanyuan (Les Piquantes retrouvailles)
- Biyumu (Le Couple de soles)
- Lian xian ban (L'Amour pour la compagne parfumée)
- Chenzhong lou (Le Pavillon du mirage)

## Traductions
- Rou putuan :
  - Jeou-P'ou-T'ouan ou La Chair comme tapis de prière, trad. Pierre Klossowski et Jacques Pimpaneau, Jean-Jacques Pauvert, 1962
  - De la chair à l'extase, trad. Christine Corniot, Philippe Picquier, 1991, rééd. « Picquier poche », 1994.
- « Les femmes jalouses » et « Bel ami, tendre épouse », dans Le Poisson de jade et l'Épingle au phénix. Douze contes chinois du xviie siècle, trad. Rainier Lanselle, Gallimard, « Connaissance de l'Orient », 1987, p. 245-272 et 307-354. — Deux contes extraits du Théâtre du silence (Wusheng xi).
- Jacques Dars, Les Carnets secrets de Li Yu. Au gré d'humeurs oisives, Philippe Picquier, 2003, 2009.
- Pierre Kaser, « Li Yu et le bonheur de voyager. Un extrait du Xianqing ouji (Notes jetées au gré d’humeurs oisives) », Impressions d'Extrême-Orient, numéro 1, 2010, [lire en ligne]
- Jacques Pimpaneau, Anthologie de la littérature chinoise classique, Philippe Picquier, 2004  — Li Yu (1611-1679 ?), p. 897-911, avec un extrait du Couple de soles (actes XIV et XV), trad. Marie-Thérèse Brouillet, p. 901-905